# Lovre Miloš
Lovre Miloš, född 5 april 1994 i Zagreb, är en kroatisk vattenpolospelare. Han ingick i Kroatiens herrlandslag i vattenpolo vid olympiska sommarspelen 2020.
Miloš studerade vid University of California, Los Angeles där han tävlade för UCLA Bruins och vid University of California, Irvine där han tävlade för UC Irvine Anteaters. Han tog VM-brons vid världsmästerskapen i simsport 2019 i Gwangju och ingick sedan i det kroatiska landslag som fick en femteplats i herrarnas turnering i vattenpolo vid olympiska sommarspelen 2020.